# パリ・マスターズ
ロレックス・パリ・マスターズ（英: Rolex Paris Masters）は、毎年10月末から11月初頭にフランス・パリで開かれる男子テニスのトーナメントである。会場はベルシー・アレナ。サーフェスはハードコート。
第1回の競技大会は、1986年に行われた。2000年から年間9大会指定の「ATPマスターズ1000」が始まり、当大会はATPマスターズ1000のシーズン最終戦として行われている。シングルスはノバク・ジョコビッチが最多7回の優勝を誇る。

## 大会歴代優勝者

### シングルス
| 年   | 優勝                             | 準優勝                           | 試合結果                |
| ---- | -------------------------------- | -------------------------------- | ----------------------- |
| 1986 | ボリス・ベッカー                 | セルヒオ・カサル                 | 6-4, 6-3, 7-6           |
| 1987 | ティム・メイヨット               | ブラッド・ギルバート             | 2-6, 6-3, 7-5, 6-7, 6-3 |
| 1988 | アモス・マンスドルフ             | ブラッド・ギルバート             | 6-3, 6-2, 6-3           |
| 1989 | ボリス・ベッカー                 | ステファン・エドベリ             | 6-4, 6-3, 6-3           |
| 1990 | ステファン・エドベリ             | ボリス・ベッカー                 | 3-3 途中棄権            |
| 1991 | ギー・フォルジェ                 | ピート・サンプラス               | 7-6, 4-6, 5-7, 6-4, 6-4 |
| 1992 | ボリス・ベッカー                 | ギー・フォルジェ                 | 7-6, 6-3, 3-6, 6-3      |
| 1993 | ゴラン・イワニセビッチ           | アンドレイ・メドベデフ           | 6-4, 6-2, 7-6           |
| 1994 | アンドレ・アガシ                 | マルク・ロセ                     | 6-3, 6-3, 4-6, 7-5      |
| 1995 | ピート・サンプラス               | ボリス・ベッカー                 | 7-6, 6-4, 6-4           |
| 1996 | トーマス・エンクビスト           | エフゲニー・カフェルニコフ       | 6-2, 6-4, 7-5           |
| 1997 | ピート・サンプラス               | ヨナス・ビョルクマン             | 6-3, 4-6, 6-3, 6-1      |
| 1998 | グレグ・ルーゼドスキー           | ピート・サンプラス               | 6-4, 7-6, 6-3           |
| 1999 | アンドレ・アガシ                 | マラト・サフィン                 | 7-6, 6-2, 4-6, 6-4      |
| 2000 | マラト・サフィン                 | マーク・フィリプーシス           | 3-6, 7-6, 6-4, 3-6, 7-6 |
| 2001 | セバスチャン・グロジャン         | エフゲニー・カフェルニコフ       | 7-6, 6-1, 6-7, 6-4      |
| 2002 | マラト・サフィン                 | レイトン・ヒューイット           | 7-6, 6-0, 6-4           |
| 2003 | ティム・ヘンマン                 | アンドレイ・パベル               | 6-2, 7-6, 7-6           |
| 2004 | マラト・サフィン                 | ラデク・ステパネク               | 6-3, 7-6, 6-3           |
| 2005 | トマーシュ・ベルディハ           | イワン・リュビチッチ             | 6-3, 6-4, 3-6, 4-6, 6-4 |
| 2006 | ニコライ・ダビデンコ             | ドミニク・フルバティ             | 6-1, 6-2, 6-2           |
| 2007 | ダビド・ナルバンディアン         | ラファエル・ナダル               | 6-4, 6-0                |
| 2008 | ジョー＝ウィルフリード・ツォンガ | ダビド・ナルバンディアン         | 6-3, 4-6, 6-4           |
| 2009 | ノバク・ジョコビッチ             | ガエル・モンフィス               | 6-2, 5-7, 7-6           |
| 2010 | ロビン・セーデリング             | ガエル・モンフィス               | 6-1, 7-6(7-1)           |
| 2011 | ロジャー・フェデラー             | ジョー＝ウィルフリード・ツォンガ | 6-1, 7-6(7-3)           |
| 2012 | ダビド・フェレール               | イェジ・ヤノヴィッツ             | 6-4, 6-3                |
| 2013 | ノバク・ジョコビッチ             | ダビド・フェレール               | 7-5, 7-5                |
| 2014 | ノバク・ジョコビッチ             | ミロシュ・ラオニッチ             | 6-2, 6-4                |
| 2015 | ノバク・ジョコビッチ             | アンディ・マリー                 | 6-2, 6-3                |
| 2016 | アンディ・マリー                 | ジョン・イスナー                 | 6-3, 6-7(4-7), 6-4      |
| 2017 | ジャック・ソック                 | フィリプ・クライノビッチ         | 5-7, 6-4, 6-1           |
| 2018 | カレン・ハチャノフ               | ノバク・ジョコビッチ             | 7-5, 6-4                |
| 2019 | ノバク・ジョコビッチ             | デニス・シャポバロフ             | 6-3, 6-4                |
| 2020 | ダニール・メドベージェフ         | アレクサンダー・ズベレフ         | 5-7, 6-4, 6-1           |
| 2021 | ノバク・ジョコビッチ             | ダニール・メドベージェフ         | 4-6, 6-3, 6-3           |
| 2022 | ホルガ・ルーネ                   | ノバク・ジョコビッチ             | 3-6, 6-3, 7-5           |
| 2023 | ノバク・ジョコビッチ             | グリゴール・ディミトロフ         | 6-4, 6-3                |
| 2024 | アレクサンダー・ズベレフ         | ウーゴ・アンベール               | 6-2, 6-2                |

### ダブルス
| 年   | 優勝                                            | 準優勝                                                  | 試合結果                   |
| ---- | ----------------------------------------------- | ------------------------------------------------------- | -------------------------- |
| 1986 | ジョン・マッケンロー ピーター・フレミング       | マンスール・バーラミ ディエゴ・ペレス                   | 6-3, 6-2                   |
| 1987 | ヤコブ・ラセク クラウディオ・メザドリ           | スコット・デービス デビッド・ペイト                     | 7-6, 6-2                   |
| 1988 | ポール・アナコーン ジョン・フィッツジェラルド   | ジム・グラブ クリスト・バン・レンスバーグ               | 6-2, 6-2                   |
| 1989 | アンダース・ヤリード ジョン・フィッツジェラルド | ヤコブ・ラセク エリック・ヴィノグラツキ                 | 7-6, 6-4                   |
| 1990 | スコット・デービス デビッド・ペイト             | ダレン・カーヒル マーク・クラッツマン                   | 5-7, 6-3, 6-4              |
| 1991 | アンダース・ヤリード ジョン・フィッツジェラルド | リック・リーチ ケリー・ジョーンズ                       | 3-6, 6-3, 6-2              |
| 1992 | ジョン・マッケンロー パトリック・マッケンロー   | パトリック・ガルブレイス ダニー・ヴィッサー             | 6-4, 6-2                   |
| 1993 | バイロン・ブラック ジョナサン・スターク         | トム・ニーセン シリル・スーク                           | 4-6, 7-5, 6-2              |
| 1994 | ヤッコ・エルティン ポール・ハーフース           | バイロン・ブラック ジョナサン・スターク                 | 3-6, 7-6, 7-5              |
| 1995 | グラント・コネル パトリック・ガルブレイス       | ジム・グラブ トッド・マーティン                         | 6-2, 6-2                   |
| 1996 | ヤッコ・エルティン ポール・ハーフース           | エフゲニー・カフェルニコフ ダニエル・バチェク           | 6-4, 4-6, 7-6              |
| 1997 | ヤッコ・エルティン ポール・ハーフース           | リック・リーチ ジョナサン・スターク                     | 6-2, 7-6                   |
| 1998 | マヘシュ・ブパシ リーンダー・パエス             | ヤッコ・エルティン ポール・ハーフース                   | 6-4, 6-2                   |
| 1999 | セバスチャン・ラルー アレックス・オブライエン   | ジャレッド・パーマー ポール・ハーフース                 | 7-6, 7-5                   |
| 2000 | ニクラス・クルティ マックス・ミルヌイ           | ダニエル・ネスター ポール・ハーフース                   | 6-4, 7-5                   |
| 2001 | エリス・フェレイラ リック・リーチ               | マヘシュ・ブパシ リーンダー・パエス                     | 3-6, 6-4, 6-3              |
| 2002 | ファブリス・サントロ ニコラ・エスクード         | グスタボ・クエルテン セドリック・ピオリーン             | 6-3, 7-6                   |
| 2003 | ウェイン・アーサーズ ポール・ハンリー           | ファブリス・サントロ ミカエル・ロドラ                   | 6-3, 1-6, 6-3              |
| 2004 | ヨナス・ビョルクマン トッド・ウッドブリッジ     | ウェイン・ブラック ケビン・ウリエット                   | 6-3, 6-4                   |
| 2005 | ボブ・ブライアン マイク・ブライアン             | ダニエル・ネスター マーク・ノールズ                     | 6-4, 6-7, 6-4              |
| 2006 | アルノー・クレマン ミカエル・ロドラ             | ファブリス・サントロ ネナド・ジモニッチ                 | 7-6, 6-2                   |
| 2007 | ボブ・ブライアン マイク・ブライアン             | ダニエル・ネスター ネナド・ジモニッチ                   | 6-3, 7-6                   |
| 2008 | ヨナス・ビョルクマン ケビン・ウリエット         | ウェスリー・ムーディ ジェフ・クッツェー                 | 6-2, 6-2                   |
| 2009 | ダニエル・ネスター ネナド・ジモニッチ           | マルセル・グラノリェルス トミー・ロブレド               | 6-3, 6-4                   |
| 2010 | マヘシュ・ブパシ マックス・ミルヌイ             | マーク・ノールズ アンディ・ラム                         | 7-5, 7-5                   |
| 2011 | ロハン・ボパンナ アイサム＝ウル＝ハク・クレシ   | ジュリアン・ベネトー ニコラ・マユ                       | 6-2, 6-4                   |
| 2012 | マヘシュ・ブパシ ロハン・ボパンナ               | アイサム＝ウル＝ハク・クレシ ジャン＝ジュリアン・ロジェ | 7-6, 6-3                   |
| 2013 | ボブ・ブライアン マイク・ブライアン             | アレクサンダー・ペヤ ブルーノ・ソアレス                 | 6-3, 6-3                   |
| 2014 | ボブ・ブライアン マイク・ブライアン             | マルチン・マトコフスキ ユルゲン・メルツァー             | 7-6(7-5), 5-7, [10-6]      |
| 2015 | イワン・ドディグ マルセロ・メロ                 | バセク・ポシュピシル ジャック・ソック                   | 2-6, 6-3, [10-5]           |
| 2016 | ヘンリ・コンティネン ジョン・ピアーズ           | ピエール＝ユーグ・エルベール ニコラ・マユ               | 6-4, 3-6, [10-6]           |
| 2017 | ルカシュ・クボット マルセロ・メロ               | イワン・ドディグ マルセル・グラノリェルス               | 7-6(7-3), 3-6, [10-6]      |
| 2018 | マルセル・グラノリェルス ラジーブ・ラム         | ジャン＝ジュリアン・ロジェ ホリア・テカウ               | 6-4, 6-4                   |
| 2019 | ピエール＝ユーグ・エルベール ニコラ・マユ       | カレン・ハチャノフ アンドレイ・ルブレフ                 | 6-4, 6-1                   |
| 2020 | Félix Auger-Aliassime Hubert Hurkacz            | Mate Pavić Bruno Soares                                 | 6-7(3-7), 7-6(9-7), [10-2] |
| 2021 | Tim Pütz Michael Venus                          | Pierre-Hugues Herbert Nicolas Mahut                     | 6-3, 6-7(4-7), [11-9]      |
| 2022 | Neal Skupski Wesley Koolhof                     | Austin Krajicek Ivan Dodig                              | 7-6(7-5), 6-4              |
| 2023 | Santiago González Édouard Roger-Vasselin        | ロハン・ボパンナ マシュー・エブデン                     | 6-2, 5-7, [10-7]           |
| 2024 | Wesley Koolhof (2) Nikola Mektić                | Lloyd Glasspool Adam Pavlásek                           | 3–6, 6–3, [10–5]           |